# 贝勒埃格利斯
贝勒埃格利斯（法語：Belle-Église，法語發音：[bɛl eɡliz]）是法国瓦兹省的一个市镇，属于桑利斯区。

## 地理
贝勒埃格利斯（49°11'33"N, 2°13'8"E）面积7.83 平方千米，位于法国上法蘭西大區瓦兹省，该省份为法国北部内陆省份，北起索姆省，西接厄尔省和滨海塞纳省，南至塞纳-马恩省和瓦兹河谷省，东临埃纳省。
与贝勒埃格利斯接壤的市镇（或旧市镇、城区）包括：龙克罗勒、尚布利、泰勒地区弗雷努瓦、埃杜维尔、弗鲁维尔、博尔内勒。

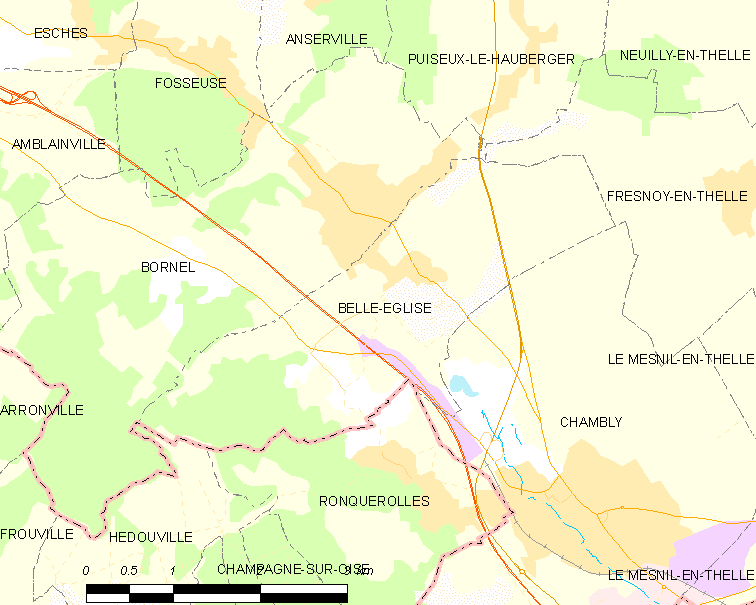
贝勒埃格利斯的OSM定位图

贝勒埃格利斯的时区为UTC+01:00、UTC+02:00（夏令时）。

## 行政
贝勒埃格利斯的邮政编码为60540，INSEE市镇编码为60060。

## 政治
贝勒埃格利斯所属的省级选区为梅吕县。

## 人口

1962-2008年间贝勒埃格利斯人口变化图示

贝勒埃格利斯于2022年1月1日时的人口数量为725人。